# Das hohe Lied, WAB 74
Das hohe Lied (Le chant des hauteurs), WAB 74, est une œuvre chorale pour double chœur d'hommes et trois solistes, composée par Anton Bruckner en 1876 sur un texte de Heinrich von der Mattig.

## Historique
Bruckner composé Das hohe Lied sur un texte de Heinrich von der Mattig le 31 décembre 1876, en hommage à la Wiener Akademisches Gesangverein (Association académique du chant de Vienne). NB : Das Hohelied est le nom allemand du Cantique des Cantiques, auquel il est peut-être intentionnellement fait allusion.
Pendant les répétitions, le chœur trouva l'œuvre difficile à exécuter en raison de l'utilisation de fredonnement des voix. Par conséquent, le chef des chœurs Richard Heuberger demanda à Bruckner de réviser l'œuvre. Lors de cette révision en 1879, Bruckner ajouta un accompagnement par instruments à cordes et cuivres. Le 10 décembre 1879, une nouvelle répétition eut lieu sous la baguette de Bruckner, mais n'a pas été suivie par une exécution publique. La première exécution publique a eu lieu, à titre posthume, le 13 mars 1902, dans une transcription par Hans Wagner.
Le manuscrit original est archivé à l'Universitätssängerschaft 'Barden zu Wien',. La transcription de Wagner a été publiée par Doblinger, Vienne en 1902.
La partition originale de 1876 est éditée dans le Volume XXIII/2, no 27 de la Bruckner Gesamtausgabe. La version révisée de 1879 est éditée dans une Annexe du Volume XXIII/2 de la Bruckner Gesamtausgabe.

## Texte
Das hohe Lied est basé sur un texte de Heinrich von der Mattig.
| Im Tale rauscht die Mühle und stört des Wandrers Lied, Bis er durch Waldesdunkel hinauf die Berge flieht. Und immer ferner rauschet die Mühle tief im Tal. Und immer kräft'ger schallet des Liedes Widerhall. Die Höhe ist erklommen, jetzt ist das Lied allein Und schwimmt auf luft'gen Wellen ins Abendrot hinein. | Dans la vallée, le bruit du moulin perturbe le chant du randonneur, Jusqu'à ce que, via l'obscurité de la forêt, il atteigne la montagne. Dans la vallée, le bruit du moulin s'estompe au lointain Et le chant du randonneur résonne de plus en plus clairement. Lorsque les hauteurs sont atteintes, le chant résonne seul Et évolue en vagues aériennes dans le crépuscule du soir. |

## Composition
L'œuvre de 84 mesures en la bémol majeur est conçue originellement pour double chœur d'hommes et deux solistes ténors et un soliste baryton. Comme dans l'Abendzauber, WAB 57, la première partie (44 mesures) est chantée par les solistes avec un accompagnement des voix en fredonnement, qui imite le bruit du moulin. Au texte Die Höhe ist erklommen la mélodie est reprise par le double chœur.
En raison des difficultés d'exécution (fredonnement des voix) rencontrée pendant les répétitions, Bruckner y ajouta en 1879 un accompagnement de cordes (2 altos, 2 violoncelles et contrebasse) pour soutenir le fredonnement des voix et de cuivres (4 cors, 3 trombones et un tuba) pour accompagner le double chœur.

## Discographie
Il n'y a pas encore d'enregistrement de la version originale de Das hohe Lied.

## Sources
- Anton Bruckner – Sämtliche Werke, Band XXIII/2: Weltliche Chorwerke (1843-1893), Musikwissenschaftlicher Verlag der Internationalen Bruckner-Gesellschaft, Angela Pachovsky et Anton Reinthaler (Éditeurs), Vienne, 1989
- Cornelis van Zwol, Anton Bruckner 1824-1896 – Leven en werken, uitg. Thot, Bussum, Pays-Bas, 2012.  (ISBN 978-90-6868-590-9)
- Uwe Harten, Anton Bruckner. Ein Handbuch. Residenz Verlag, Salzbourg, 1996.  (ISBN 3-7017-1030-9).